# Chennium paulinoi
Chennium paulinoi é uma espécie de insetos coleópteros polífagos pertencente à família Staphylinidae.
A autoridade científica da espécie é Reitter, tendo sido descrita no ano de 1887.
Trata-se de uma espécie presente no território português.